# Stralsunder Straßennamen/S
Dies ist ein Verzeichnis der Straßennamen der Hansestadt Stralsund.
Das Verzeichnis nennt den Namen der Straße und (in Klammern) den Ortsteil. Dazu wird eine Erläuterung (Jahr der Benennung, Grund) zum Straßennamen gegeben. Wegen der großen Anzahl an Straßen wurde das Verzeichnis nach den Anfangsbuchstaben der Straßennamen aufgeteilt. Unter „Allgemeines“ finden Sie die Einleitung und Erläuterungen zu den Straßennamen allgemein.
Beispiel: Den Amanda-Weber-Ring finden Sie unter A.
- Sackgasse (Franken / Frankenvorstadt)

- Sanddornweg (Süd / Andershof)

Benannt nach dem heimischen Sanddorn, einem Beerengewächs. In diesem Stadtviertel wurden die Straßen überwiegend nach heimischen Pflanzen benannt.
- Sängereck (Grünhufe / Stadtkoppel)

- Sarnowstraße (Knieper / Kniepervorstadt)

Benannt nach dem Gewandschneider Karsten Sarnow; er war Ende des 14. Jahrhunderts einige Jahre der Bürgermeister Stralsunds. Erstmals wird diese Straße im Jahr 1875 erwähnt; sie entstand nach Aufhebung des Festungscharakters Stralsunds. Der Abschnitt zwischen Kniepertor und Knieperdamm wurde 1986 zur Erinnerung an den ermordeten schwedischen Ministerpräsidenten in Olof-Palme-Platz umbenannt. Daher beginnt die Sarnowstraße nunmehr mit der Hausnummer 6.
- Sassnitzer Weg (Franken / Frankensiedlung)

Benannt nach der Stadt Sassnitz auf der Insel Rügen.
- Sastrowstraße (Franken / Frankenvorstadt)

Benannt nach Bartholomäus Sastrow. Er war in der zweiten Hälfte des 16. Jahrhunderts Bürgermeister Stralsunds.
- Scheelestraße (Knieper / Kniepervorstadt)

Benannt nach dem schwedischen Chemiker und Forscher Carl Wilhelm Scheele, der in der Stralsunder Fährstraße 23 geboren wurde. Die Scheelestraße wird erstmals 1928 urkundlich (im Einwohnerverzeichnis) erwähnt. Ihre Bebauung begann 1926. Eine 1936 geplante Verlängerung (bis zur Friedrich-Naumann-Straße) wurde nie ausgeführt. Daher auch trägt das erste Haus die Nummer 9 statt der 1.
- Schillstraße (Altstadt / Altstadt)

Die Schillstraße zweigt von der Fährstraße ab, in der am 31. Mai 1809 Major Ferdinand von Schill beim Kampf gegen napoleonische Truppen in Stralsund getötet wurde.
Die Schillstraße wurde erst im Jahr 1869 nach Schill benannt. Der Straßenabschnitt zwischen Mönchstraße und Knieperstraße hieß bis dahin Fischerstraße nach den für Stralsund als Seestadt recht typischen Fischern. Der Teil der Straße zwischen Knieperstraße und Külpstraße wurde bis in das 16. Jahrhundert Munthstrate genannt, da sich hier die städtische Münze befand. Bis 1869 trug der Abschnitt dann den Namen Kesserhagen, was sich vom Kescher ableitete. Nach dem anliegenden Johanniskloster wurde der Abschnitt zwischen Külpstraße und Fährstraße Hinter St. Johannis genannt.
- Schützenstraße

ehemaliger Straßenname, siehe Vogelwiese
- Schlaweden

ehemaliger Straßenname, siehe Ossenreyerstraße
- Schlehdornweg (Süd / Devin)

Benannt nach dem heimischen Schlehdorn, einem Beerengewächs. In diesem Stadtviertel wurden die Straßen überwiegend nach heimischen Pflanzen benannt.
- Schulstraße (Süd / Devin)

- Schümanns Weg

ehemaliger Name, siehe August-Streufert-Weg
- Schwarzdornweg (Süd / Andershof)

Benannt nach dem heimischen Schwarzdorn. In diesem Stadtviertel wurden die Straßen überwiegend nach heimischen Pflanzen benannt.
- Schwarze Kuppe (Franken / Franken Mitte)

- Schwarzer Weg (Grünhufe / Stadtkoppel)

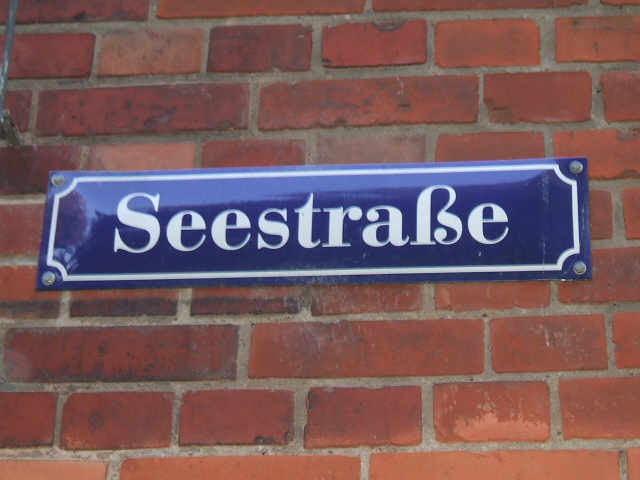
Seestraße

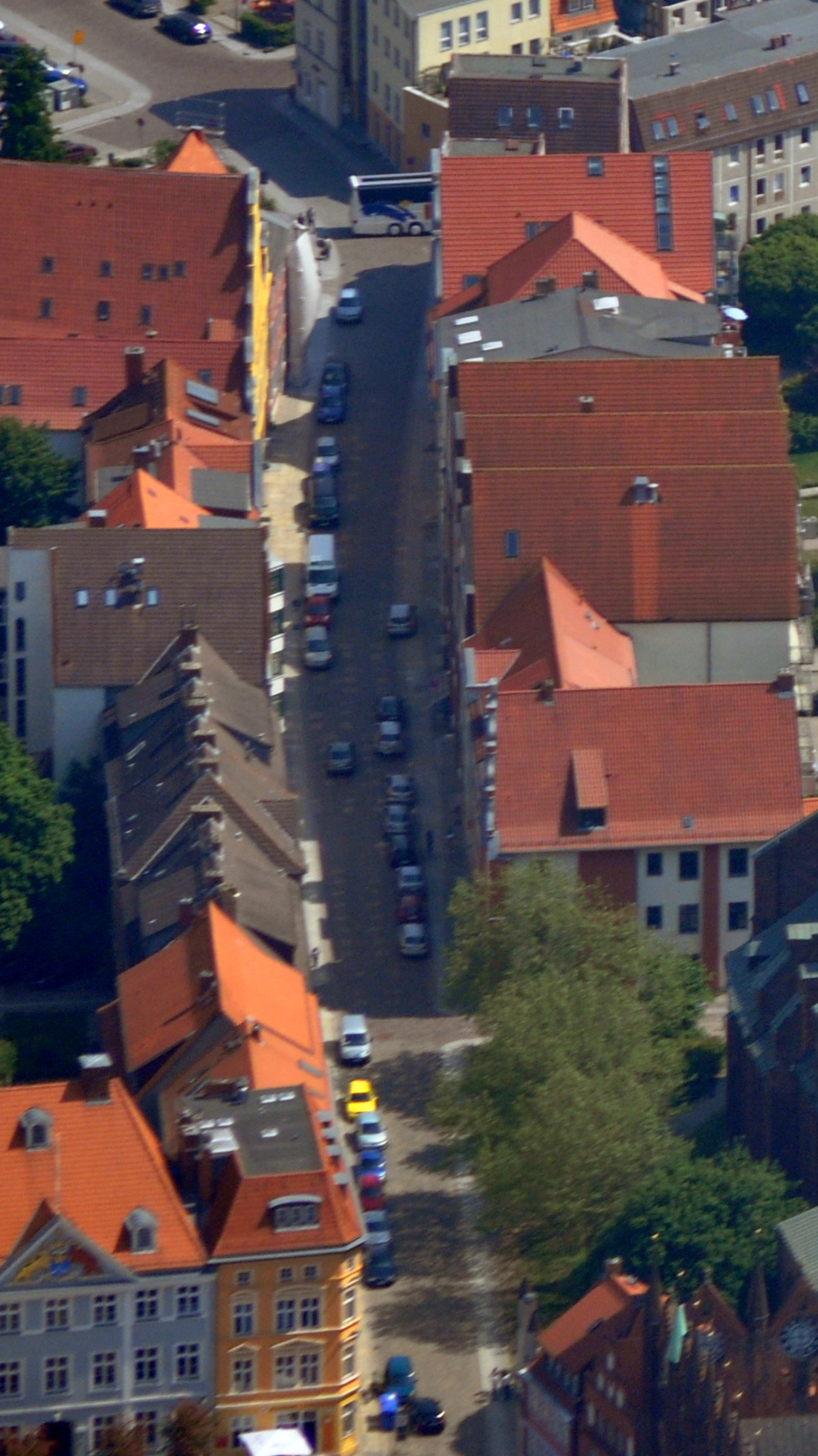
Semlower Straße

- Seestraße (Altstadt / Bastionengürtel bzw. Hafeninsel)

Die Seestraße erhielt ihren Namen im Jahre 1903 und verläuft als Teil der Hafenrandbebauung entlang des Strelasund-Ufers, längs der ehemaligen Fährbastion. Die Baufluchtlinie und die Straße verlaufen leicht geschlängelt entlang der einstigen Verteidigungsanlage, der Fährbastion. Erst 1900 wurde der Bereich des Nassen Dreiecks aufgeschüttet und für die Stadterweiterung nutzbar gemacht.
- Seggenriedweg (Süd / Devin)

Benannt nach dem heimischen Seggenried. In diesem Stadtviertel wurden die Straßen überwiegend nach heimischen Pflanzen benannt.
- Seilbahnweg (Franken  / Frankenvorstadt)

- Selliner Weg (Franken / Frankensiedlung)

Benannt nach der Stadt Sellin auf der Insel Rügen.
- Semlower Straße (Altstadt / Altstadt)

Die Semlower Straße wurde benannt nach der Familie von Semlow. Das Wirken dieser einflussreichen alteingesessenen Stralsunder Familie reicht bis in das 13. Jahrhundert zurück. Neben Gerwin von Semlow, der in der Zeit von 1303 bis 1320 Stralsunder Bürgermeister war, stellte die Familie von Semlow mehrere Ratsherren. Bis zu seiner Sprengung 1960 stand das Semlower Tor am Ende der Straße, zur Wasserstraße hin.
- Sichelweg (Franken / Frankenvorstadt)

- Siebenthoren

ehemaliger Straßenname, siehe Bielkenhagen
- Siebmacherstraße

ehemaliger Straßenname, siehe Jacobiturmstraße
- Siedlerweg (Süd / Devin)

- Siegfried-Korth-Straße (Tribseer / Tribseer Wiesen)

Benannt nach dem Stralsunder Maler Siegfried Korth.
- Smiterlowstraße (Franken / Frankenvorstadt)

Benannt nach Nikolaus Smiterlow († 1539). Er war mit Unterbrechungen von 1516 bis zu seinem Tod Bürgermeister von Stralsund.
- Solkendorfer Straße (Knieper / Kniepervorstadt)

Benannt nach der Ortschaft Solkendorf im Landkreis Vorpommern-Rügen.
- Sonnenhof (Grünhufe / Vogelsang)

- Sophienweg (Tribseer / Tribseer Siedlung)

- Speicherweg (Franken / Frankenvorstadt)

- Spielhagenstraße (Knieper / Kniepervorstadt)

Benannt nach dem deutschen Schriftsteller Friedrich Spielhagen. Dieser besuchte in Stralsund das Gymnasium und war in der Folgezeit hier als Beamter tätig. Er wohnte allerdings nicht hier, sondern am Knieperwall. Am Haus Mönchstraße 58 erinnert eine Gedenktafel an ihn.
Die Straße entstand im Jahr 1912 auf dem Schröderschen Terrain. Sie sollte ursprünglich bis zur Hohen Uferstraße (heute Friedrich-Naumann-Straße) führen, was aber nie umgesetzt wurde, wodurch sich die lückenhafte Nummerierung erklärt. Die im Jahr 2005 entstandene Hagemeisterstraße stellt in etwa die einst geplante Anbindung dar.
- Stargarder Straße (Grünhufe / Grünthal-Viermorgen)

Benannt nach der Stadt Stargard, der Partnerstadt Stralsunds in Polen. Das Wohnviertel erhielt nach der politischen und ökonomischen Wende in der DDR überwiegend Namen von Städten, mit denen Stralsund zur Zeit der Hanse eng verbunden war.
- Stechpalmenweg (Süd / Andershof)

Benannt nach der Stechpalme. In diesem Stadtviertel wurden viele Straßen nach Pflanzen benannt.
- Steinhäger Weg (Tribseer / Tribseer Siedlung)

Benannt nach der Stadt Steinhagen bei Richtenberg im Landkreis Vorpommern-Rügen.
- Stettiner Straße (Grünhufe / Grünthal-Viermorgen)

Benannt nach der Stadt Stettin. Das Wohnviertel erhielt nach der politischen und ökonomischen Wende in der DDR überwiegend Namen von Städten, mit denen Stralsund zur Zeit der Hanse eng verbunden war.
- Stranddistelweg (Süd / Andershof)

Benannt nach der heimischen Stranddistel. In diesem Stadtviertel wurden die Straßen überwiegend nach heimischen Pflanzen benannt.
- Strandstraße (Süd / Devin)

Benannt nach dem nah gelegenen Strand des Strelasundes.
auch als ehemaliger Straßenname, siehe Gerhart-Hauptmann-Straße
- Straße am Flugplatz (Knieper / Knieper West)

Die Straße führt am Flugplatz der Hansestadt Stralsund vorbei. Dieser wird vor allem für Segelflugzeuge und kleinere Motorflugzeuge genutzt.
- Straße der Befreiung

ehemaliger Straßenname, siehe Greifswalder Chaussee
- Sundpromenade (Knieper / Kniepervorstadt)

Die Sundpromenade ist ein befestigter Uferbereich des Strelasundes, der vor allem Erholungszwecken dient. Zu DDR-Zeiten hieß dieser Bereich Thälmann-Ufer; hier befindet sich auch heute noch ein Denkmal für den ermordeten deutschen Arbeiterführer und Kommunisten Ernst Thälmann.
- Svendborger Straße (Grünhufe / Grünthal-Viermorgen)

Benannt nach der Stadt Svendborg. Das Wohnviertel erhielt nach der politischen und ökonomischen Wende in der DDR überwiegend Namen von Städten, mit denen Stralsund zur Zeit der Hanse eng verbunden war.